# 隆昌
隆昌（りゅうしょう）は、南北朝時代、南斉の鬱林王蕭昭業の治世に行われた年号。494年。7月の廃立とともに改元された。

## 出来事
- 元年7月：蕭昭業、蕭鸞の部下に殺害、廃立されて鬱林王とされた。新安王蕭昭文が即位。

## 西暦・干支との対照表
| 隆昌 | 元年     |
| 西暦 | 494年    |
| 干支 | 甲戌     |
| 北魏 | 太和18年 |